# Жанакурылыс (Алматинская область)
Жанакурылыс (каз. Жаңақұрылыс) — село в Жамбылском районе Алматинской области Казахстана. Входит в состав Узынагашского сельского округа. Код КАТО — 194230200.

## Население
В 1999 году население села составляло 1195 человек (564 мужчины и 631 женщина). По данным переписи 2009 года, в селе проживало 1119 человек (563 мужчины и 556 женщин).